# 18412 Kruszelnicki
18412 Kruszelnicki è un asteroide della fascia principale. Scoperto nel 1993, presenta un'orbita caratterizzata da un semiasse maggiore pari a 3,0439799 UA e da un'eccentricità di 0,0856957, inclinata di 11,68714° rispetto all'eclittica.